# Caffè-Pasticceria Cova
 (juillet 2017).
Le Caffè-Pasticceria Cova est un café-traiteur situé via Montenapoleone à Milan, en Lombardie.

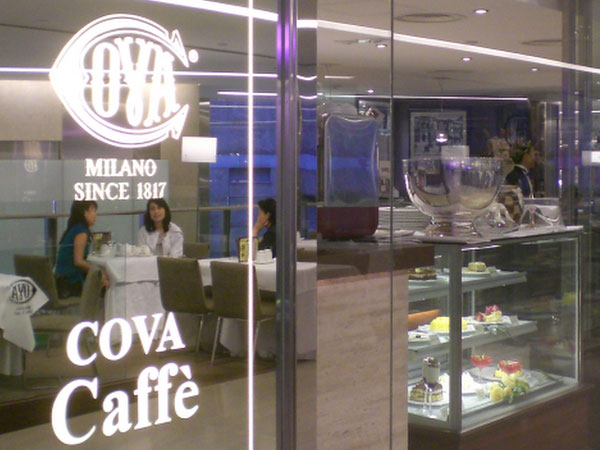
Caffè Cova à Hong Kong.

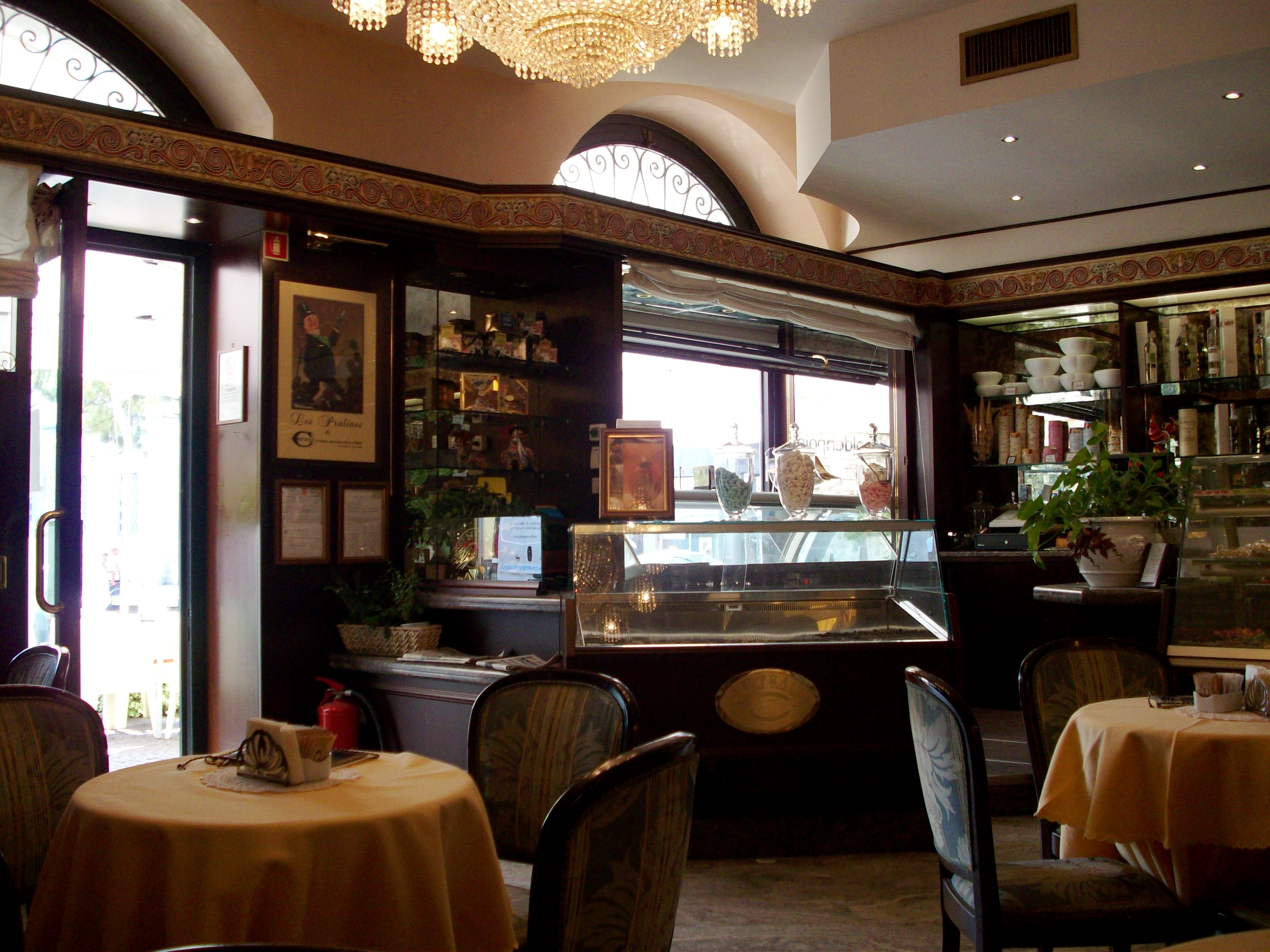
Caffè Central by Cova à Lecco.

## Histoire
Fondé en 1817 à côté de la Scala par Antonio Cova, un soldat napoléonien, l'établissement devient rapidement le rendez-vous mondain de l'après-spectacle où l'on déguste, en buvant un café, une pâtisserie aux sons des violons.
En 1848, lors des cinq journées, le caffè est le lieu de rencontre des partisans qui libèrent la ville de l'occupant autrichien. 
Touché par un bombardement lors de la Seconde Guerre mondiale, il déménage en 1950 dans le quartier dit du « Carré d'or de la mode (it). »
Dans les années 1990, le Caffè Cova exporte son savoir-faire dans divers pays et, ouvre plusieurs boutiques franchisées en Asie, notamment en 1994, à Hong Kong dans l'un des plus grands centres commerciaux du monde.
Depuis 1997, Cova assure, aussi, le service traiteur sur les navires de la Celebrity Cruises.
L'établissement appartient à l'Association des lieux historiques d'Italie patronnée par le ministère des Biens et Activités culturels et du Tourisme italien. Il fait également partie du groupe LVMH.